# Propithecus
A Propithecus, magyarul szifakák, az ugrómakifélék (Indriidae) családhoz tartozó emlősnem.

## Rendszerezés
A nem 9 fajt tartalmaz
Diadémszifaka csoport, 4 faj
- diadémszifaka (Propithecus diadema)
- Edwards-szifaka (Propithecus edwardsi)
- selymes szifaka (Propithecus candidus)
- Perrier-szifaka (Propithecus perrieri)

Verreaux-szifaka csoport, 5 faj
- Verreaux-szifaka (Propithecus verreauxi)
- Coquerel-szifaka (Propithecus coquereli)
- Decken-szifaka (Propithecus deckenii)
- koronás szifaka (Propithecus coronatus)
- aranykoronás szifaka (Propithecus tattersalli)

## Galéria
Képek a nem fajairól:

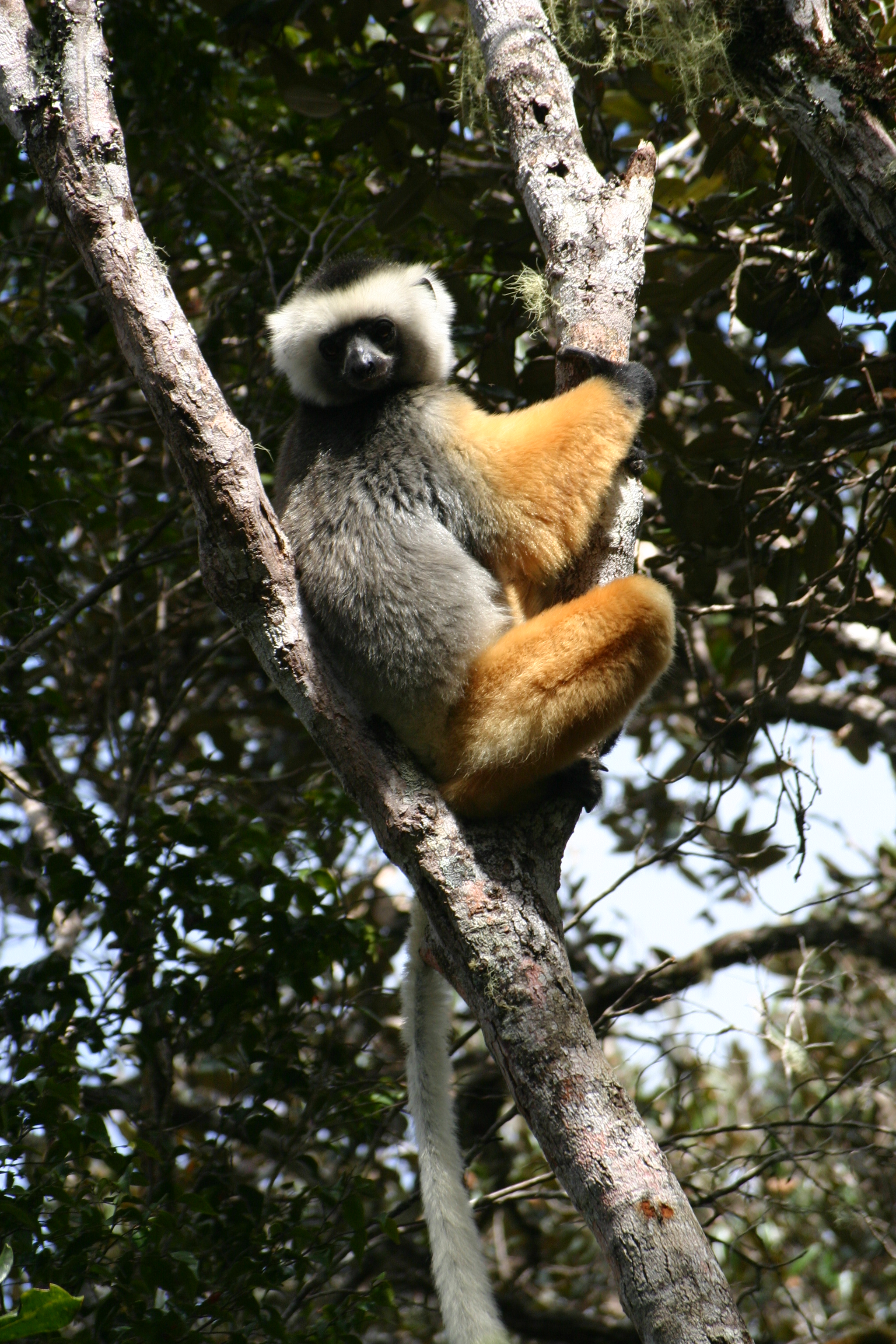
Diadémszifaka (Propithecus diadema)
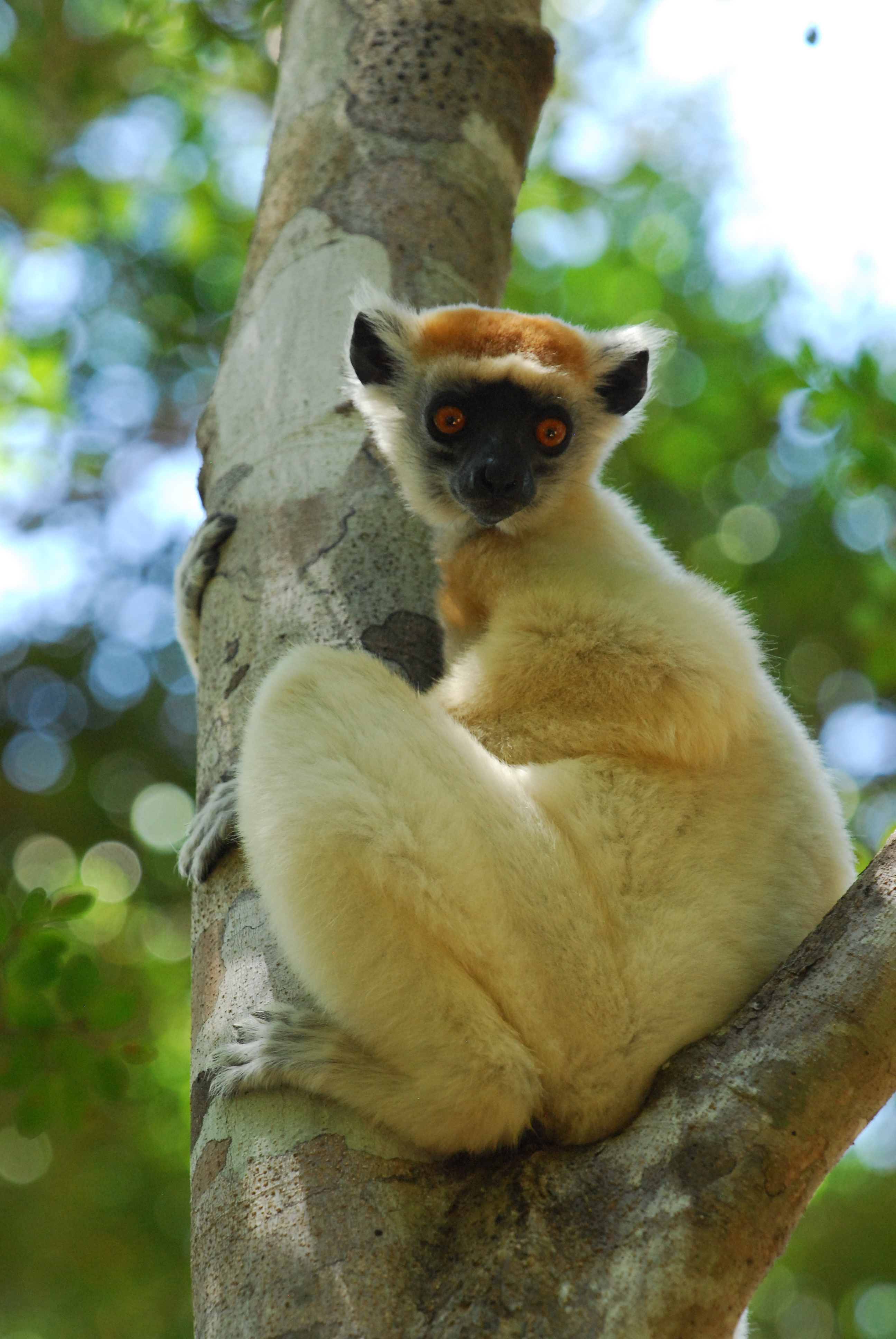
aranykoronás szifaka (Propithecus tattersalli)
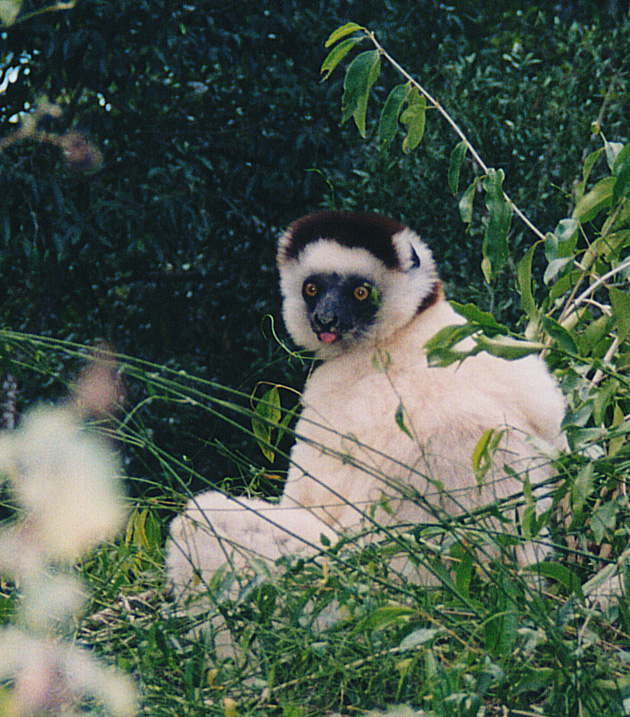
Verreaux-szifaka (Propithecus verreauxi)
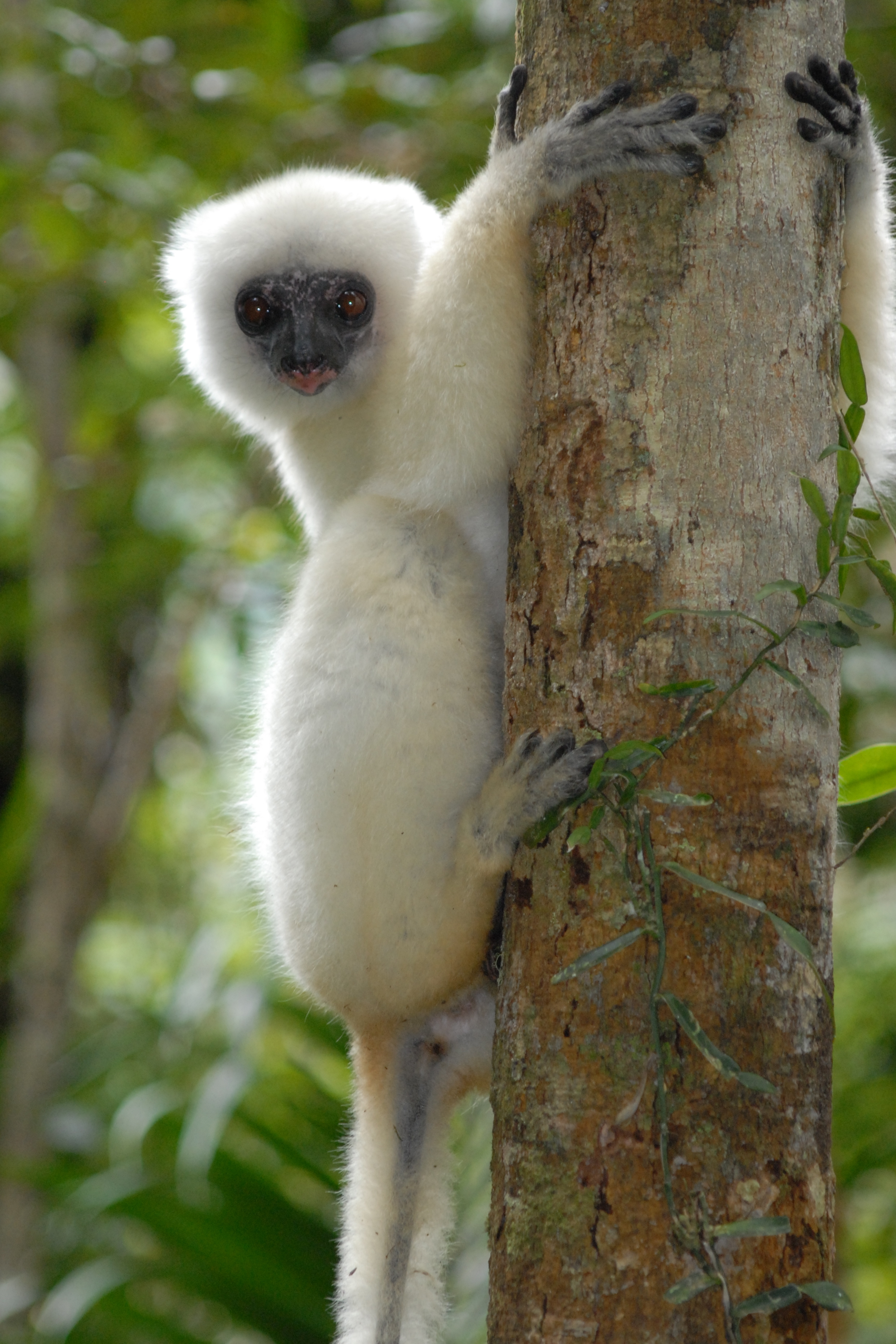
Selymes szifaka (Propithecus candidus)